# Ноктюрн (живопись)

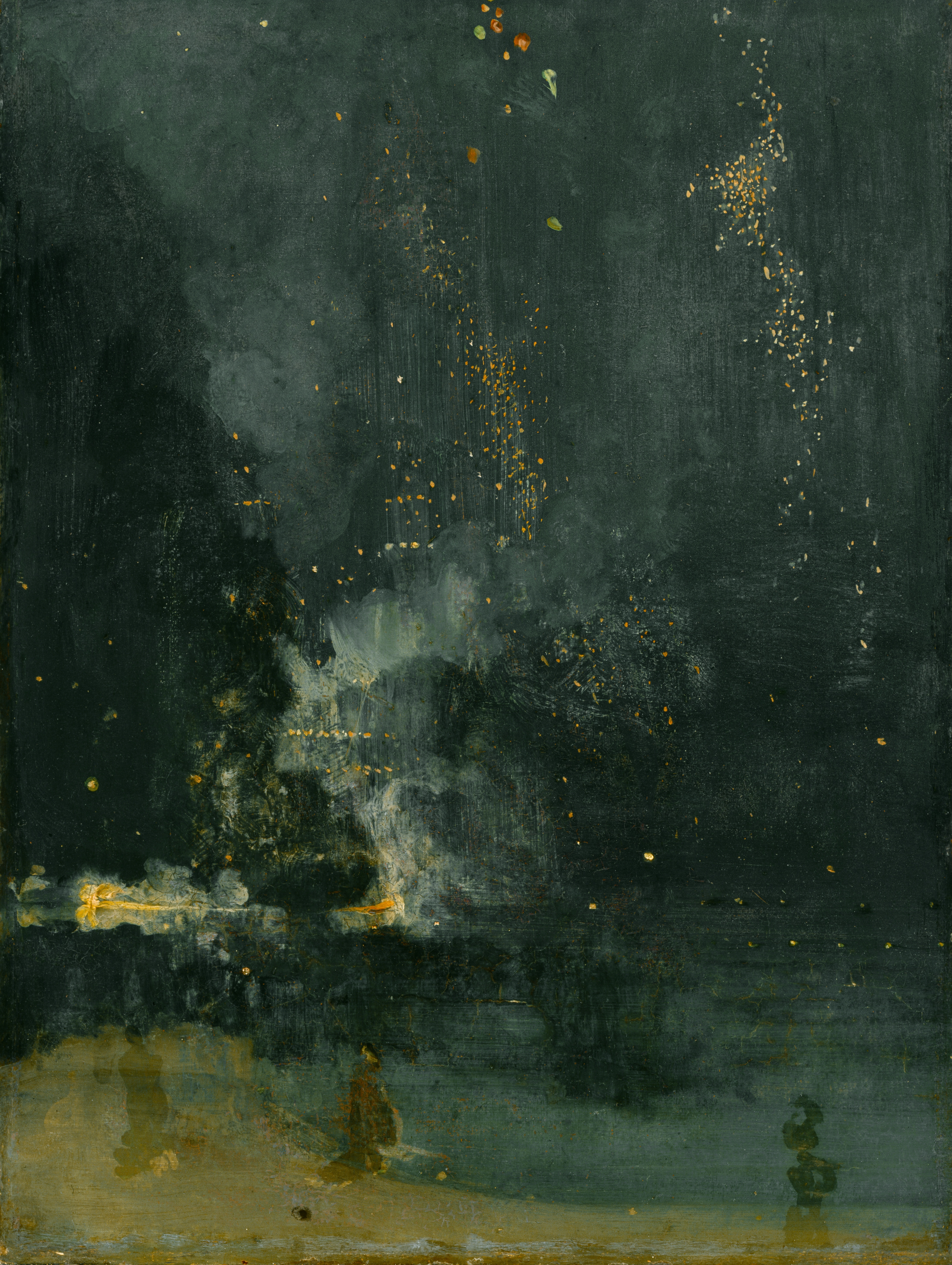
Джеймс Уистлер, Ноктюрн в чёрном и золотом — падающая ракета, 1874

Ноктюрн [в живописи] (от фр. nocturne — ночной) — термин, который использовал американский художник, живописец и график, конца XIX века Джеймс Уистлер, предшественник импрессионизма и символизма, для обозначения жанра живописи, изображающего ночные или сумеречные сцены.
В названиях своих произведений Уистлер любил использовать музыкальные термины. Он именовал свои картины, офорты и хромолитографии «симфониями», «гармониями в жёлтом и голубом», «аранжировками» «этюдами в светлых тонах», чтобы подчеркнуть их тональные качества и кантабильность («певучесть») линий, «мечтательное, задумчивое настроение композиций», далёких от повествовательности и описательности.
Использование термина «ноктюрн» в американском искусстве может быть связано с течением тонализма, появившегося в Америке в конце XIX века. Произведения художников этого течения «характеризуются мягким, рассеянным светом, приглушенными тонами и туманными описаниями объектов, все это пропитывало работы сильным чувством настроения». Наряду с зимними сценами, ноктюрны были общей темой тонализма. Фредерик Ремингтон использовал этот термин также для своих ночных сцен описания дикого запада.

## «Ноктюрны» Джеймса Уистлера

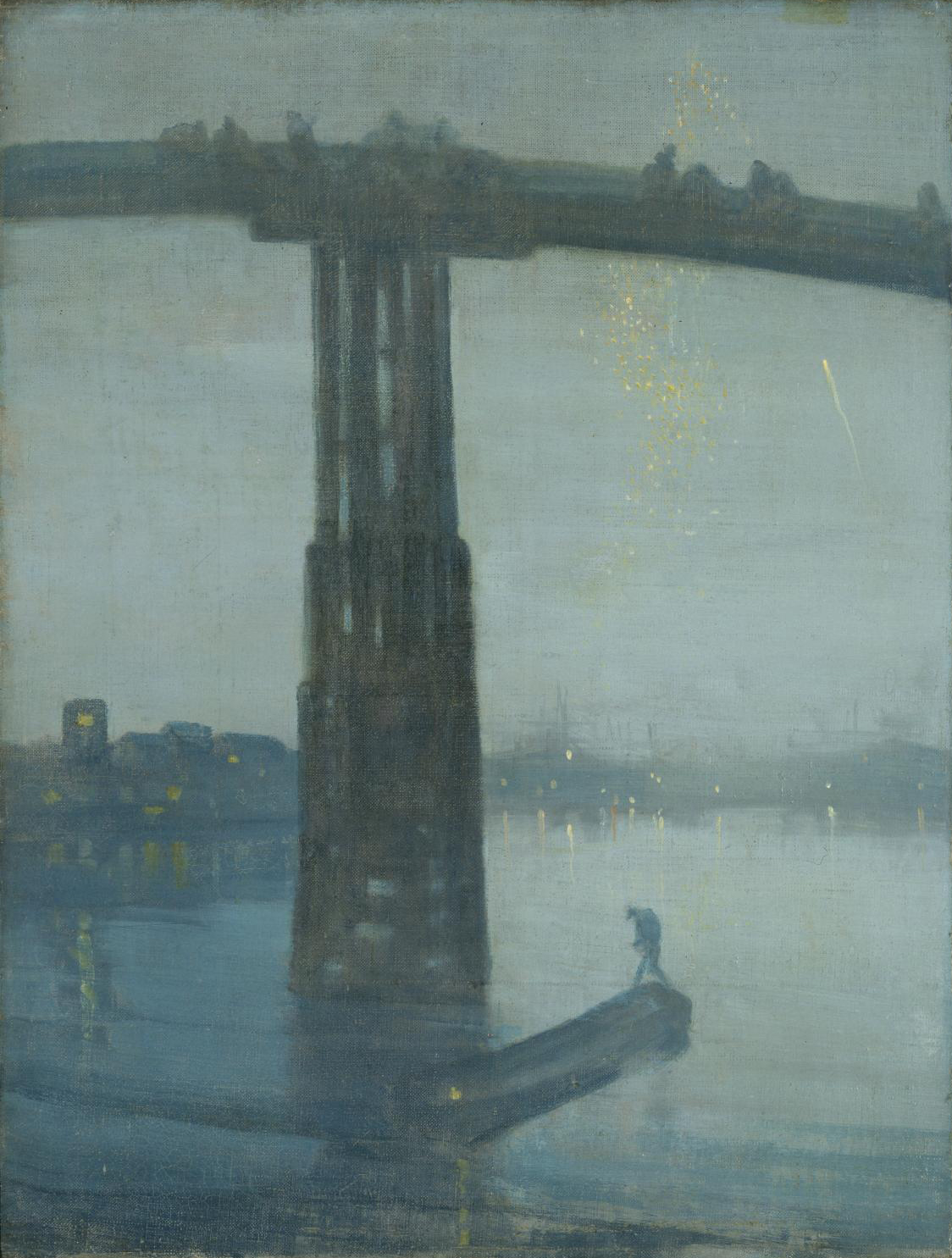
Ноктюрн в голубом и золотом. Мост Баттерси. 1872—1875. Холст, масло. Галерея Тейт, Лондон
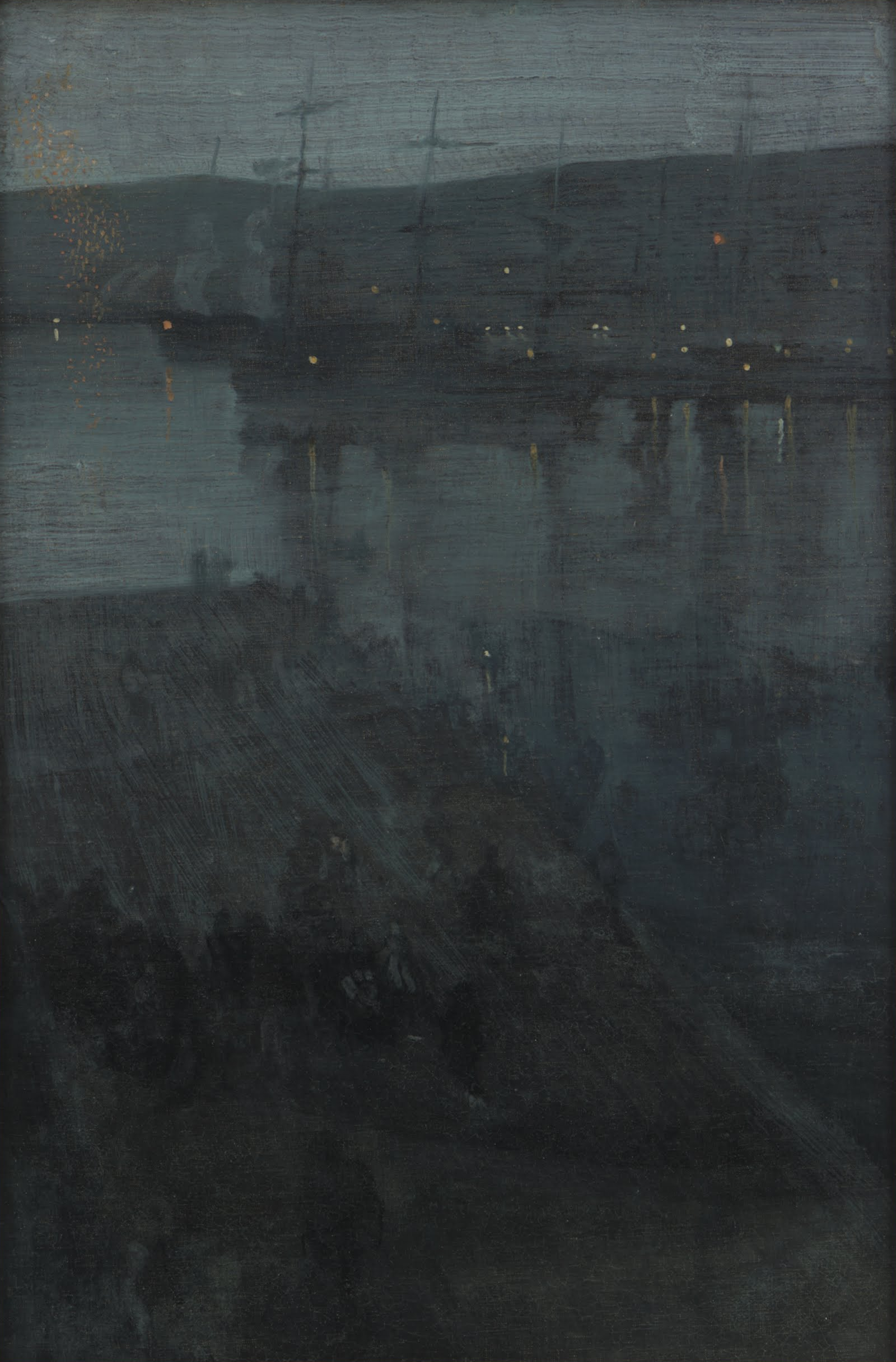
Ноктюрн в голубом и золотом. Гавань Вальпарасо. 1866. Холст, масло. Галерея Фрир, Вашингтон
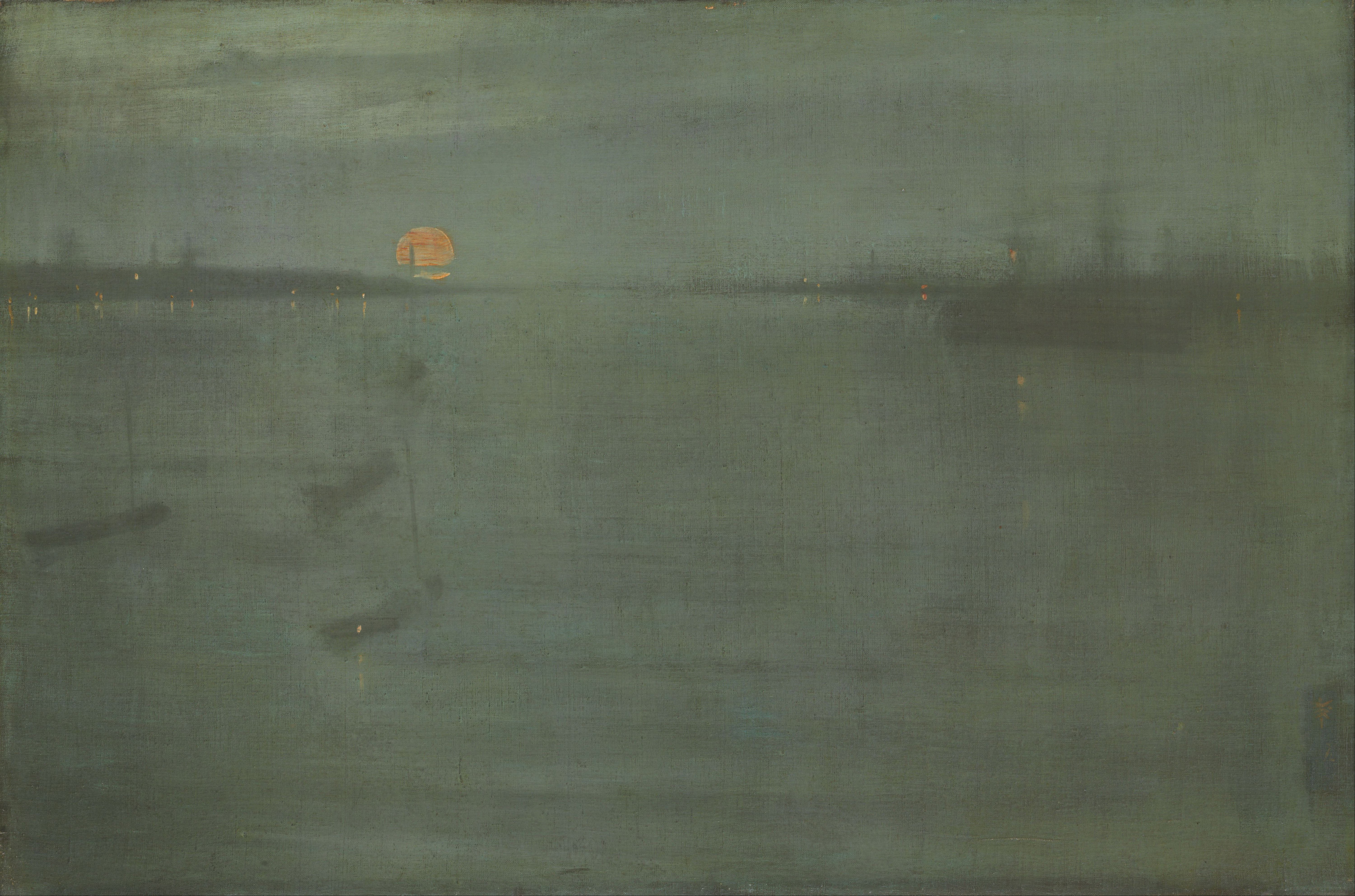
Ноктюрн в голубом и золотом. Вода в Саутхемптоне. 1872. Холст, масло. Чикагский институт искусств
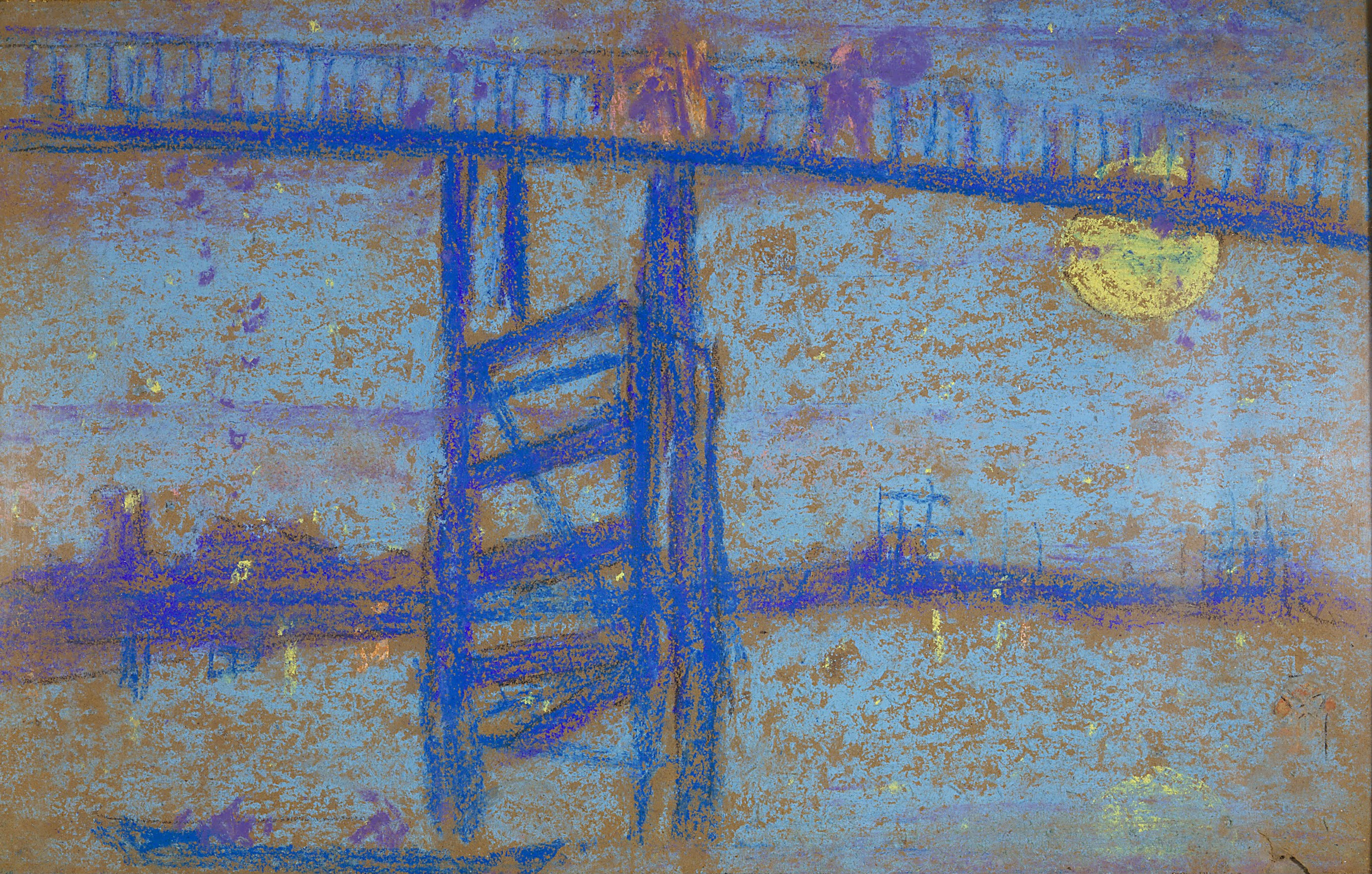
Ноктюрн в голубом. Мост Баттерси. 1872. Коричневая бумага, пастель. Галерея Фрир, Вашингтон
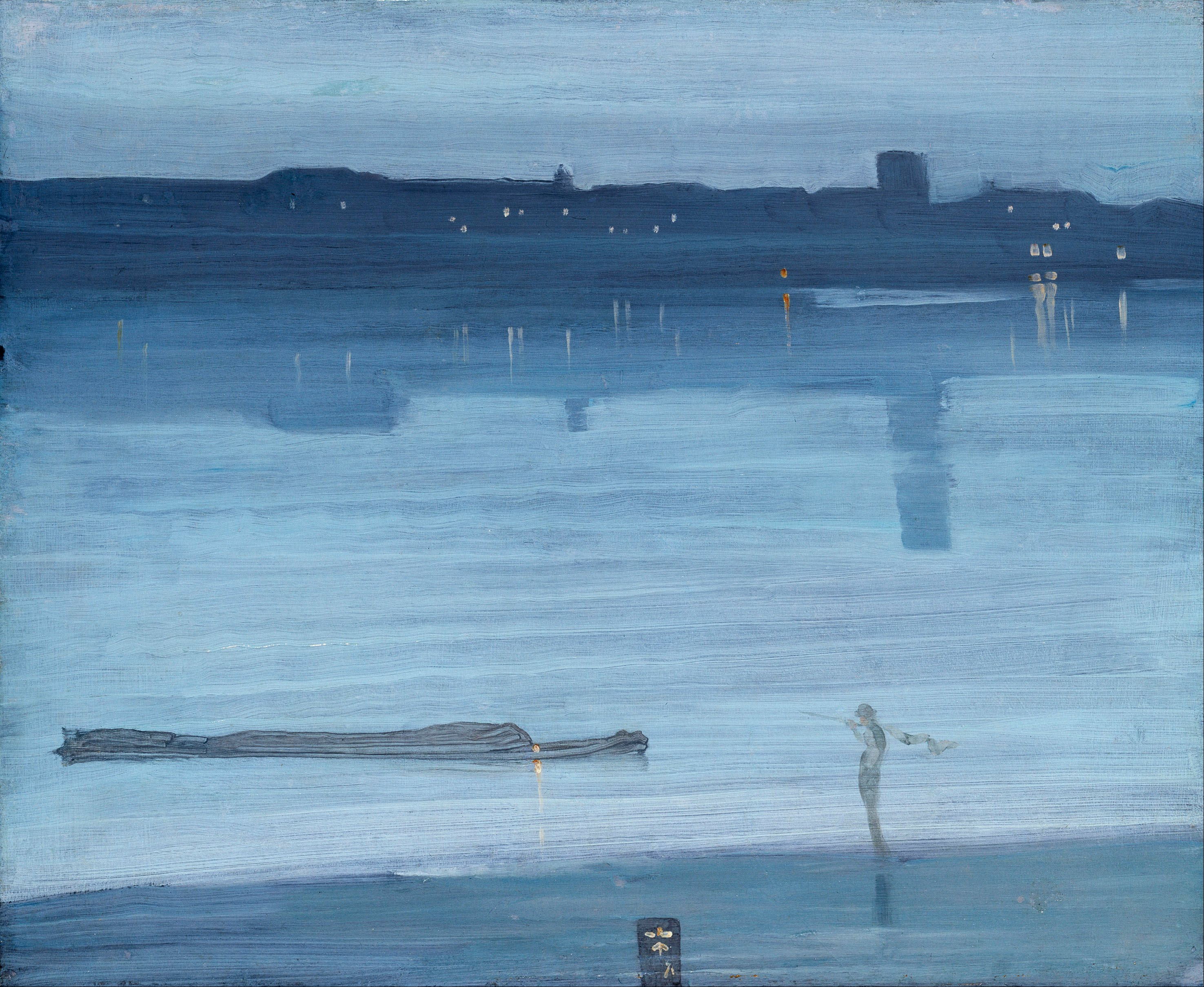
Ноктюрн в голубом и серебряном. Челси. 1871. Дерево, масло. Галерея Тейт, Лондон

## «Ночные сцены» в истории классического западноевропейского искусства
Жанр «ночных сцен» возник в истории классического искусства благодаря художникам лотарингской школы, творчеству караваджистов, английских гравёров меццо-тинто. Наиболее известны произведения живописца лотарингской школы из Люневиля Жоржа де Латура. Используя метод Караваджо, он писал картины, персонажи которых освещены скрытым источником света либо горящей свечой, отбрасывающей причудливые тени. Этот стиль, по своеобразному замечанию Ю. К. Золотова, мог возникнуть только в полутёмных интерьерах сельской Франции и «находится вне традиции, как итальянской, так и французской школ».
Многие голландские и фламандские живописцы использовали эффекты светотени, однако причисление к жанру ночных сцен картин Рембрандта неосновательно, что убедительно доказывает анализ его знаменитой картины «Ночной дозор» (который оказался совсем не ночным) и других произведений выдающегося голландского художника.
Традицию изображения «ночных сцен» продолжали Утрехтские караваджисты: Геррит ван Хонтхорст, Дирк ван Бабюрен, Хендрик Тербрюгген и многие другие. За мастерство в изображении ночных сцен при искусственном освещении Геррит ван Хонтхорст получил прозвание «Геррит ночной», у итальянских художников: «Ночной Герардо» (итал. Gherardo delle Notti).
Техника меццо-тинто, или «английская манера», позволяла художникам-гравёрам бархатистостью тона и богатством светотеневых оттенков добиваться необычайной глубины тона и подсказывала различные светотеневые эффекты в изображении фигур в полутёмных интерьерах при скрытом источнике света и в ночных пейзажах.
В искусстве малых голландцев XVII века в череде многих жанровых разновидностей пейзажной живописи: панорамные, лесные, зимние и городские виды; имели место «сцены при лунном свете» и даже «ночные пожары». В числе наиболее значительных пейзажистов и «жанристов» ночных сцен были Арт ван дер Нер, Якоб ван Рёйсдал, Ян ван Гойен, Мейндерт Хоббема, Адриан ван де Велде, Ян Порселлис, Филипс Конинк, Хендрик Аверкамп, Леонард Брамер.
«Ночные сцены» в западноевропейской живописи изучали отечественные историки искусства, среди которых наиболее известны работы Ю. А. Тарасова и М. А. Костыри.

## «Ночные сцены» в западноевропейском искусстве

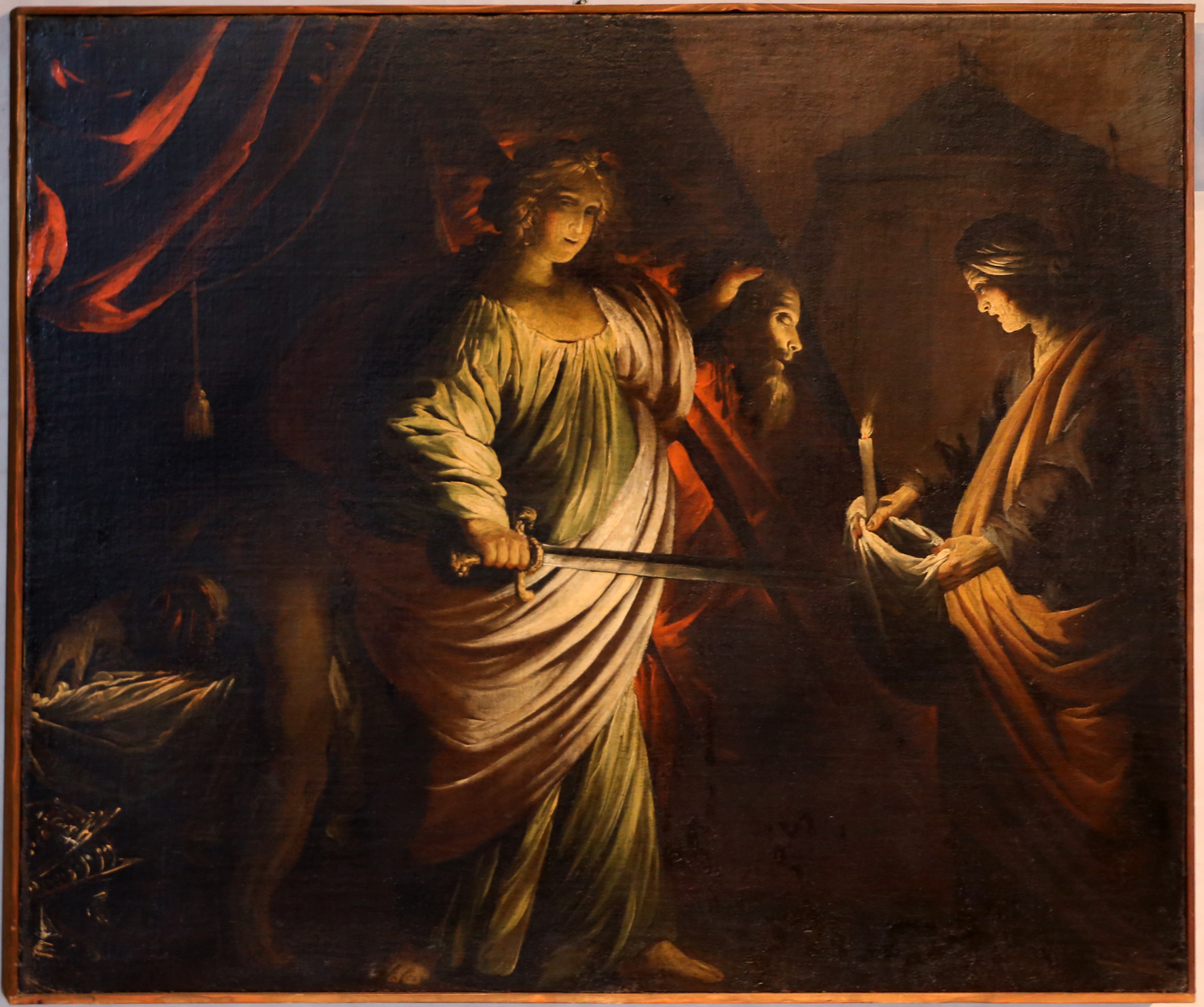
П. Риччи. Юдифь. Холст, масло. Ок. 1640 г. Музей Кастельвеккьо, Верона
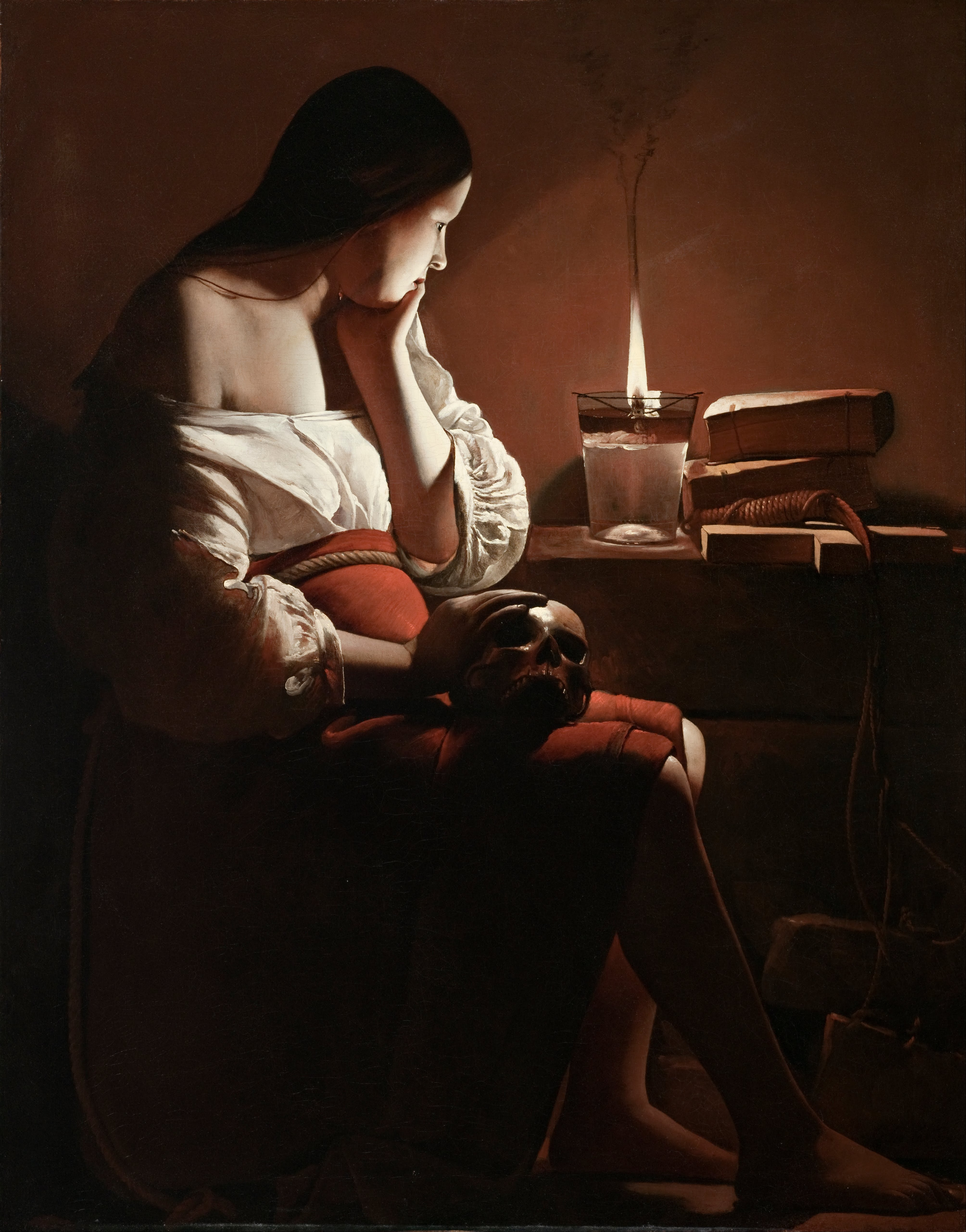
Ж. де Латур. Мария Магдалина со свечой. Ок. 1640 г. Холст, масло. Музей искусств, Лос-Анджелес
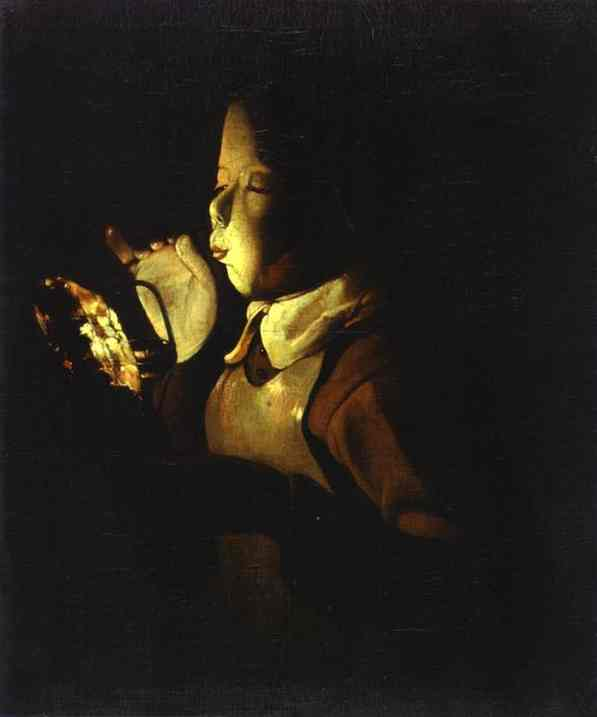
Ж. де Латур. Мальчик, задувающий лампу. Ок. 1640 г. Холст, масло. Музей изобразительных искусств, Дижон
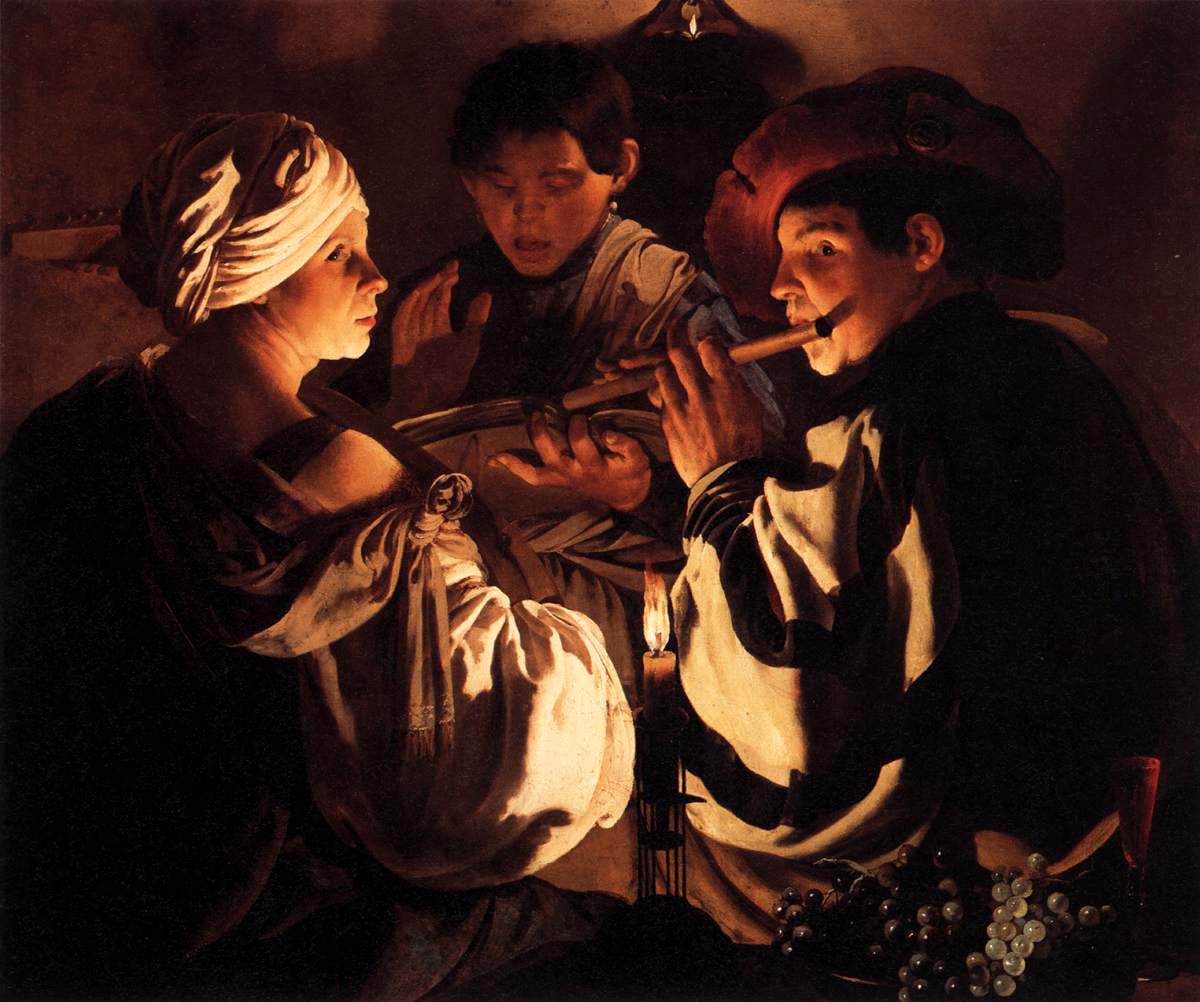
Х. ван Тербрюгген. Концерт. 1627. Холст, масло. Национальная галерея, Лондон
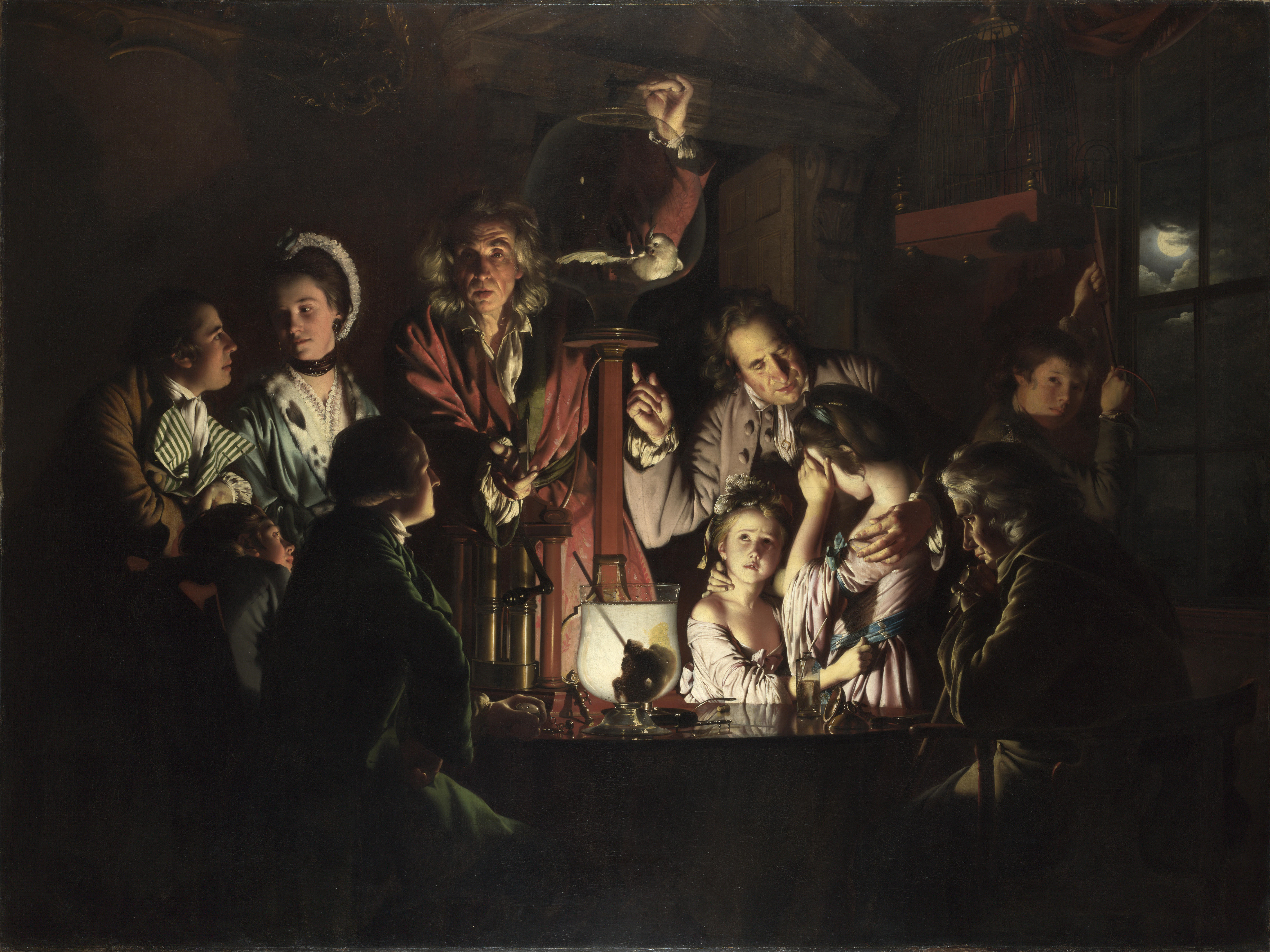
Дж. Райт из Дерби. Эксперимент с птицей в воздушном насосе. 1768. Холст, масло. Национальная галерея, Лондон
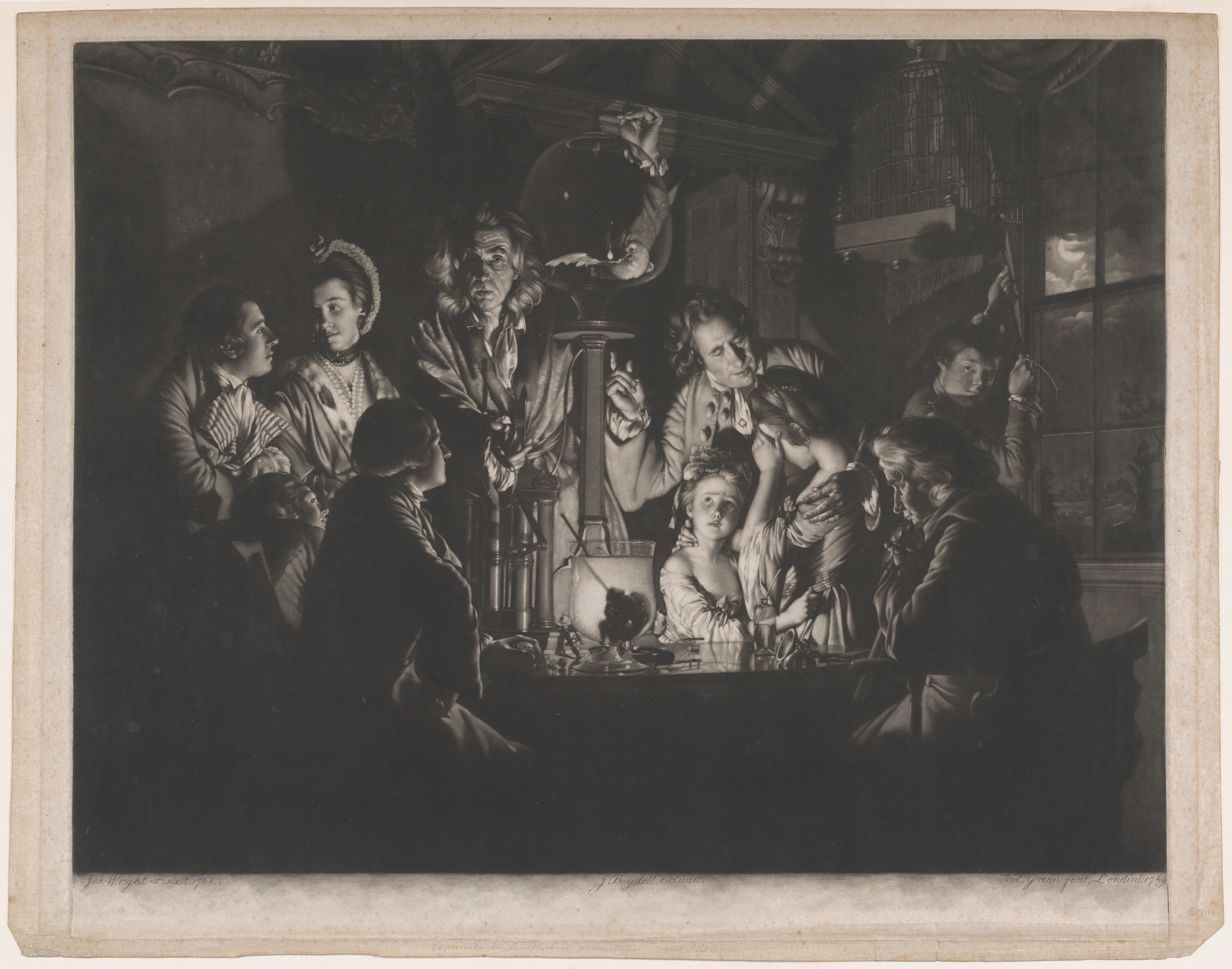
В. Грин. Философ демонстрирует эксперимент с воздушным насосом. 1769. Меццо-тинто. По картине Дж. Райта из Дерби

### Фредерик Ремингтон
Американский художник Фредерик Ремингтон (1861—1909) был настолько известен изображениями ночных сцен в истории Дикого Запада, что в 2003—2004 годах была организована выставка «Фредерик Ремингтон: Цвет ночи», которая была показана Национальная галерея искусств и Музее Гилкриза. Ремингтон писал многие из своих «ноктюрнов» в последние годы жизни, при переходе от работы иллюстратора к карьере живописца-импрессиониста. Одним из характерных примеров является работа «Паническое бегство» (1908).

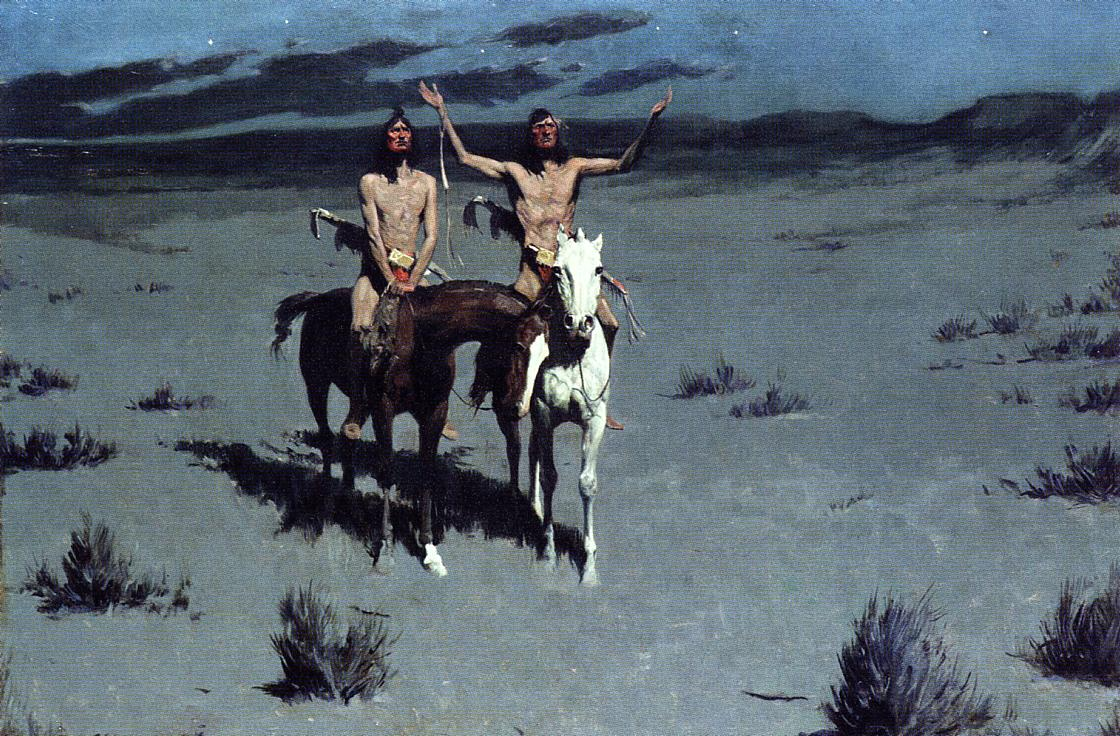
Красавица Ночи - Белая Выдра уже не мальчик. 1900, частная коллекция
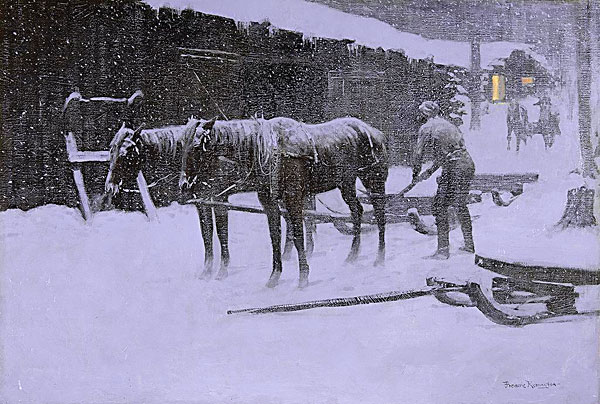
Конец дня, 1904, Художественный музей Фредерика Ремингтона, Огденсберг, Нью-Йорк
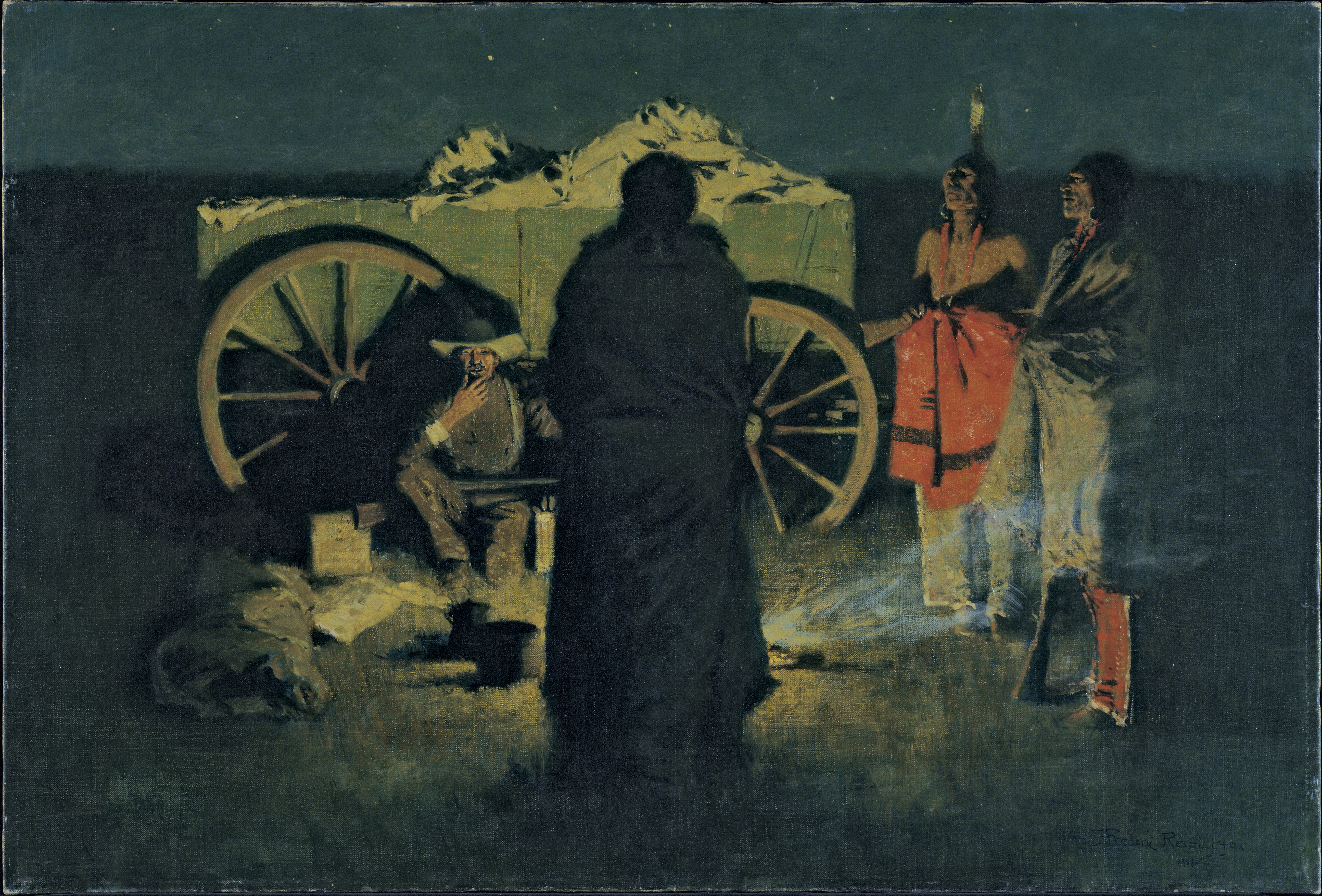
Вооружённое гостеприимство, 1908, Художественный музей Худ, Дартмутский колледж, Ганновер, Нью-Гемпшир
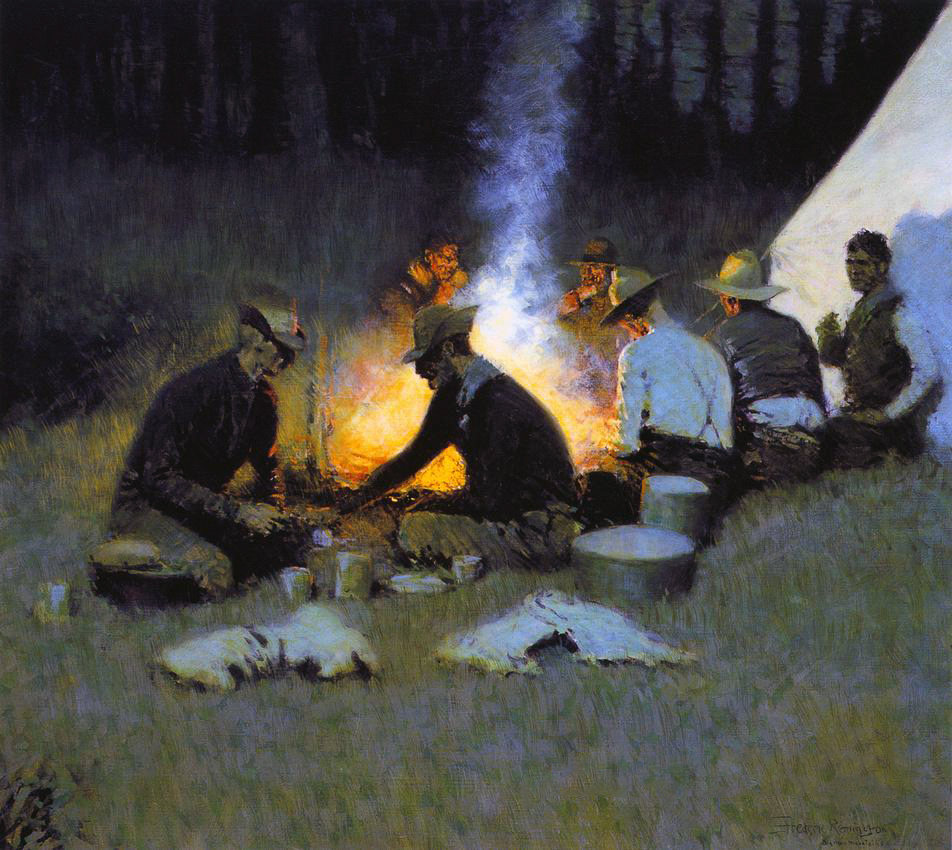
Ужин охотников. ок. 1909, Национальный музей ковбоев и западного наследия, Оклахома-Сити, Оклахома
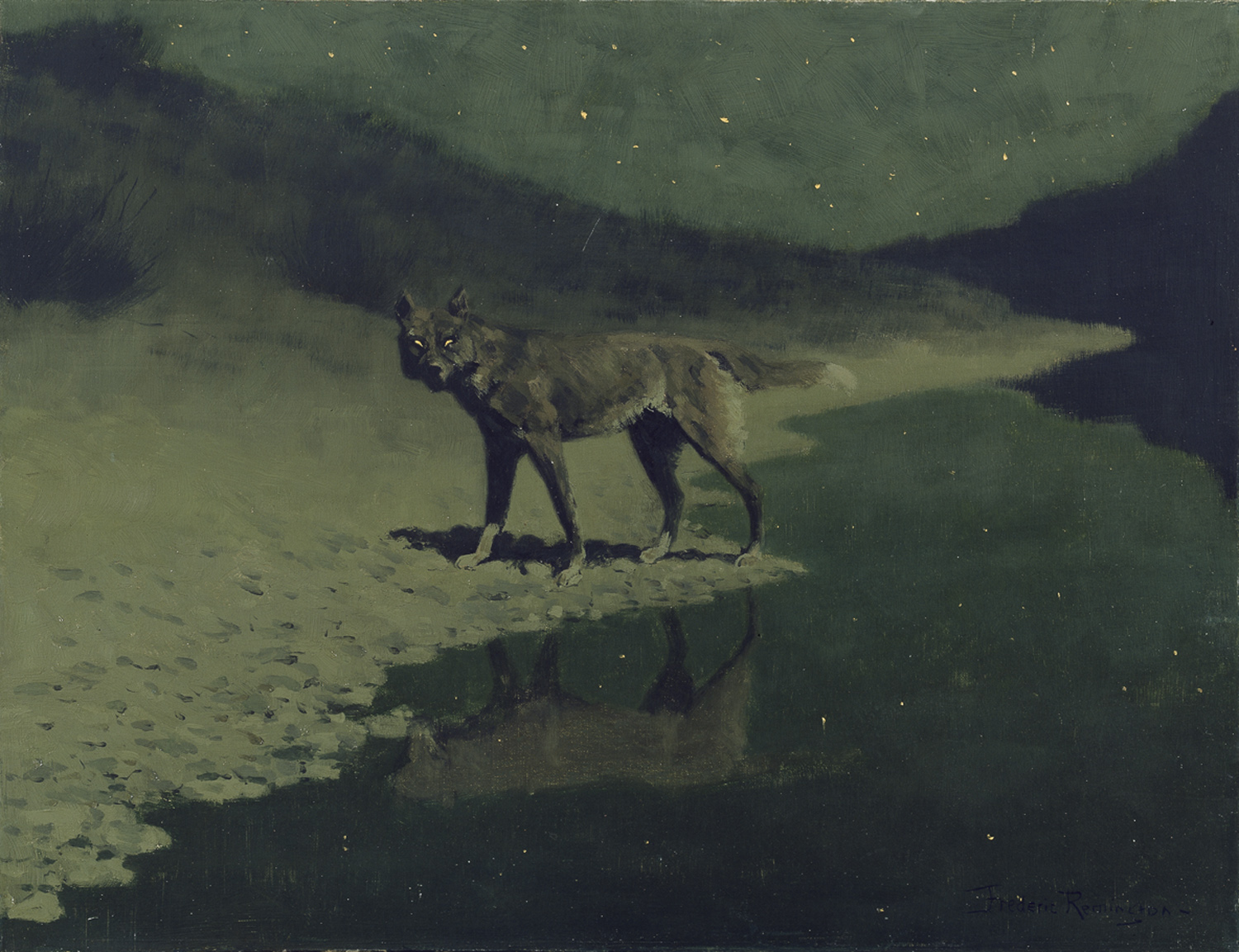
Лунный волк, ок. 1909, Аддисон Галерея американского искусства, Андовер, Массачусетс

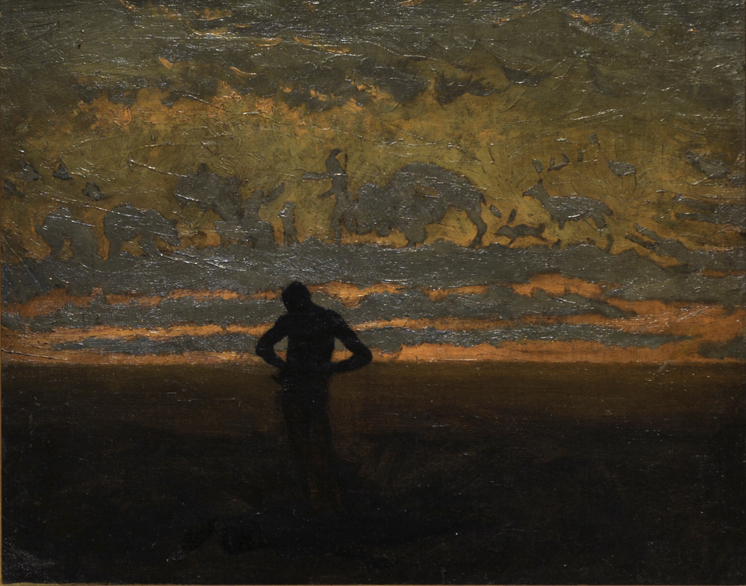
Томас Икинс, Гайавата, 1870,

Роберт Анри, Снег в Нью-Йорке, 1902, иллюстрирует городской ноктюрн американского реалиста. Национальная галерея искусств, Вашингтон, округ Колумбия.

### Ночные сцены в американской живописи

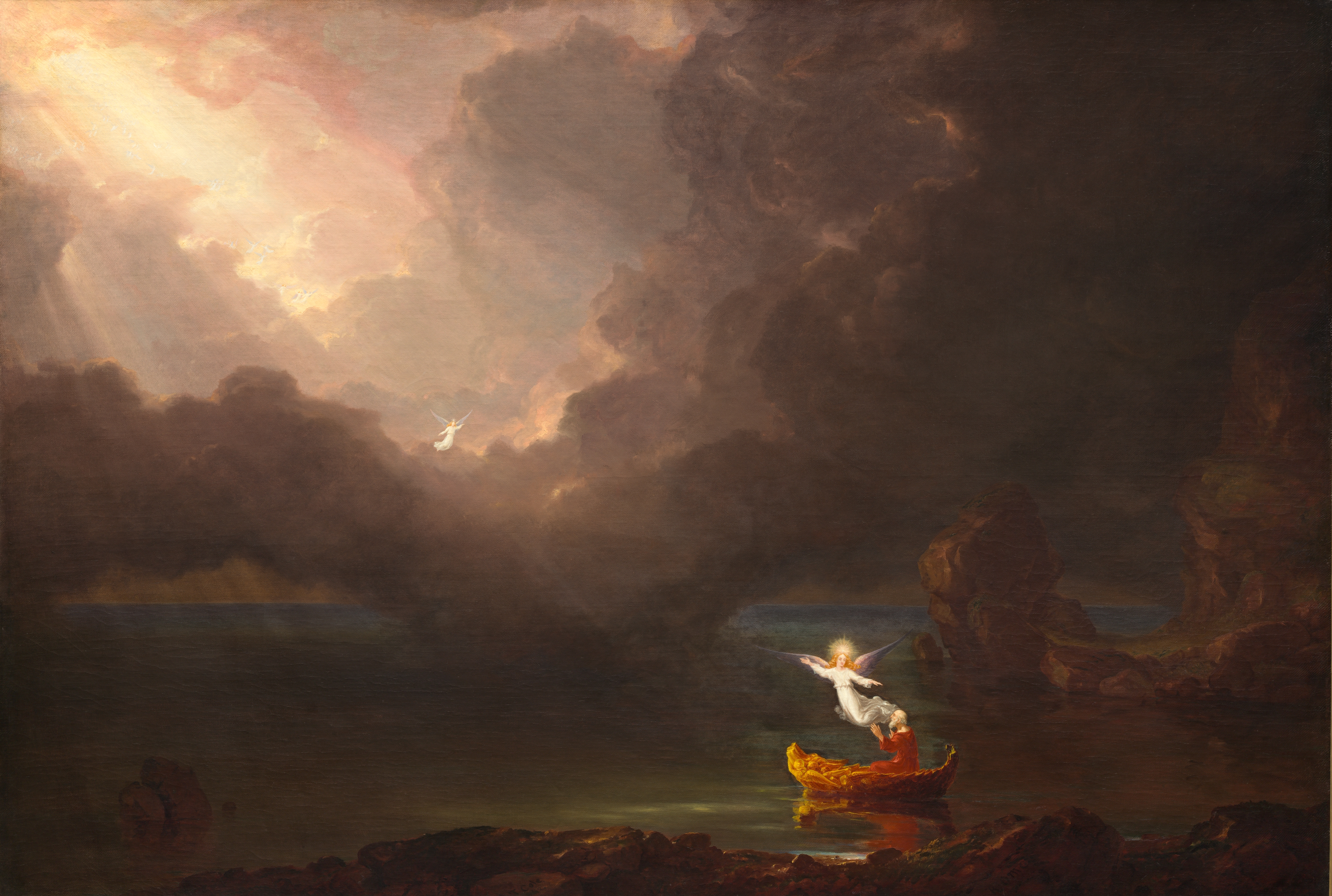
Томас Коул, Путешествие жизни, Старость, 1842, Национальная художественная галерея

- Томас Коул (1801—1848), Лунный свет (1833-34)
- Джордж Иннесс (1825—1894), Бассейн в лесу, 1892, Вустерский художественный музей, Вустер, Массачусетс
- Джон Генри Твахтман (1853—1902), Канал Венеция[20] c. 1878, частная коллекция
- Джон Генри Твахтман (1853—1902), Этанг[21] c. 1884, частная коллекция
- Альберт Пинкхэм Райдер (1847—1917), «Смерть на бледной лошади» (гоночная трасса) c. 1910, Музей искусств Кливленда, Огайо
- Фрэнк Тенни Джонсон (1874—1939), Rough Riding Rancheros[22] c. 1933
- Эдвард Хоппер (1882—1967), Найтхокс, 1942, Художественный институт Чикаго, Чикаго, Иллинойс

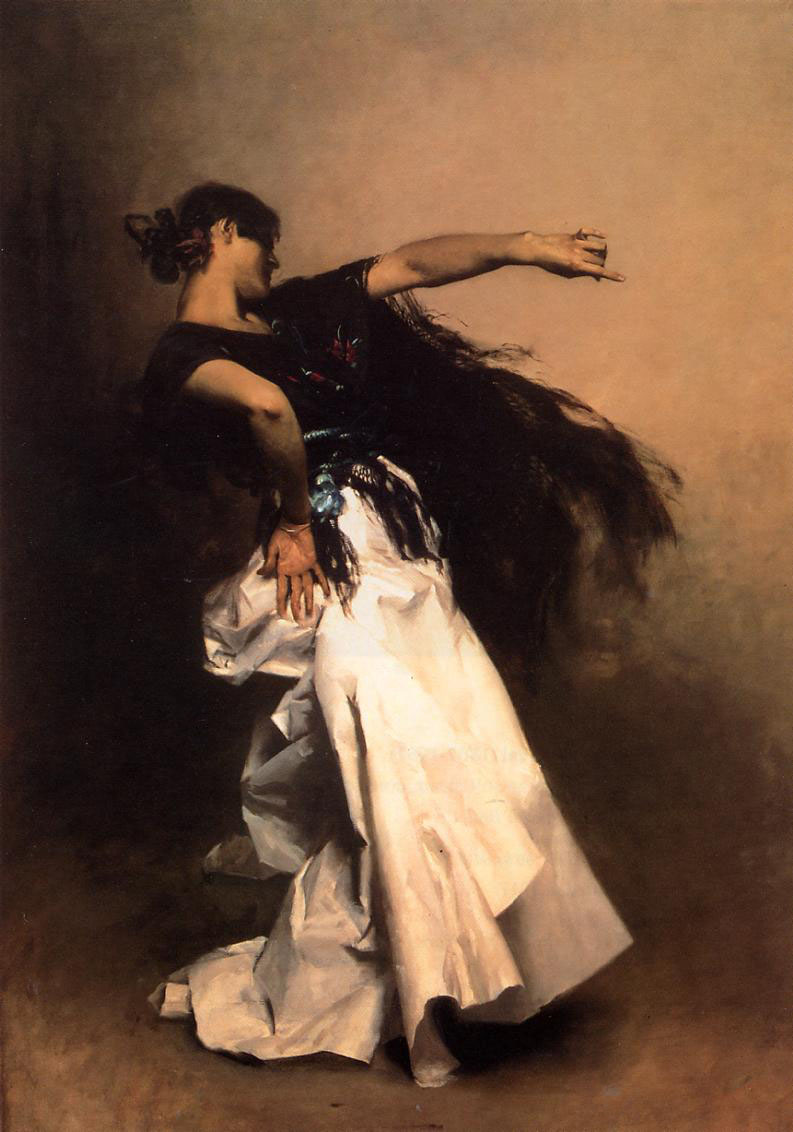
Джон Сингер Сарджент, Испанский танцор, 1879–1880, Испанское общество Америки, Нью-Йорк
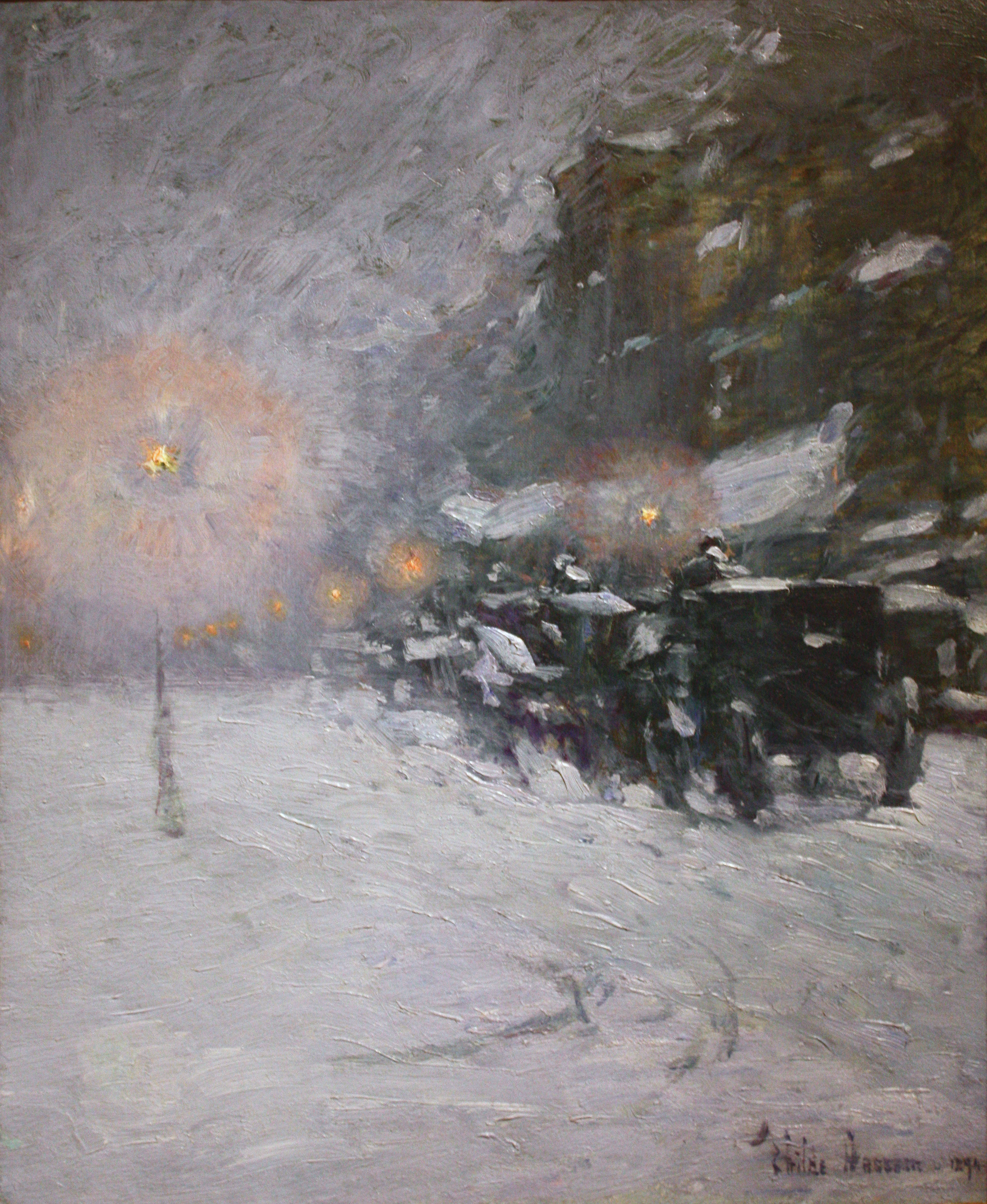
Чайлд Хассам, Зима, Полночь, 1894
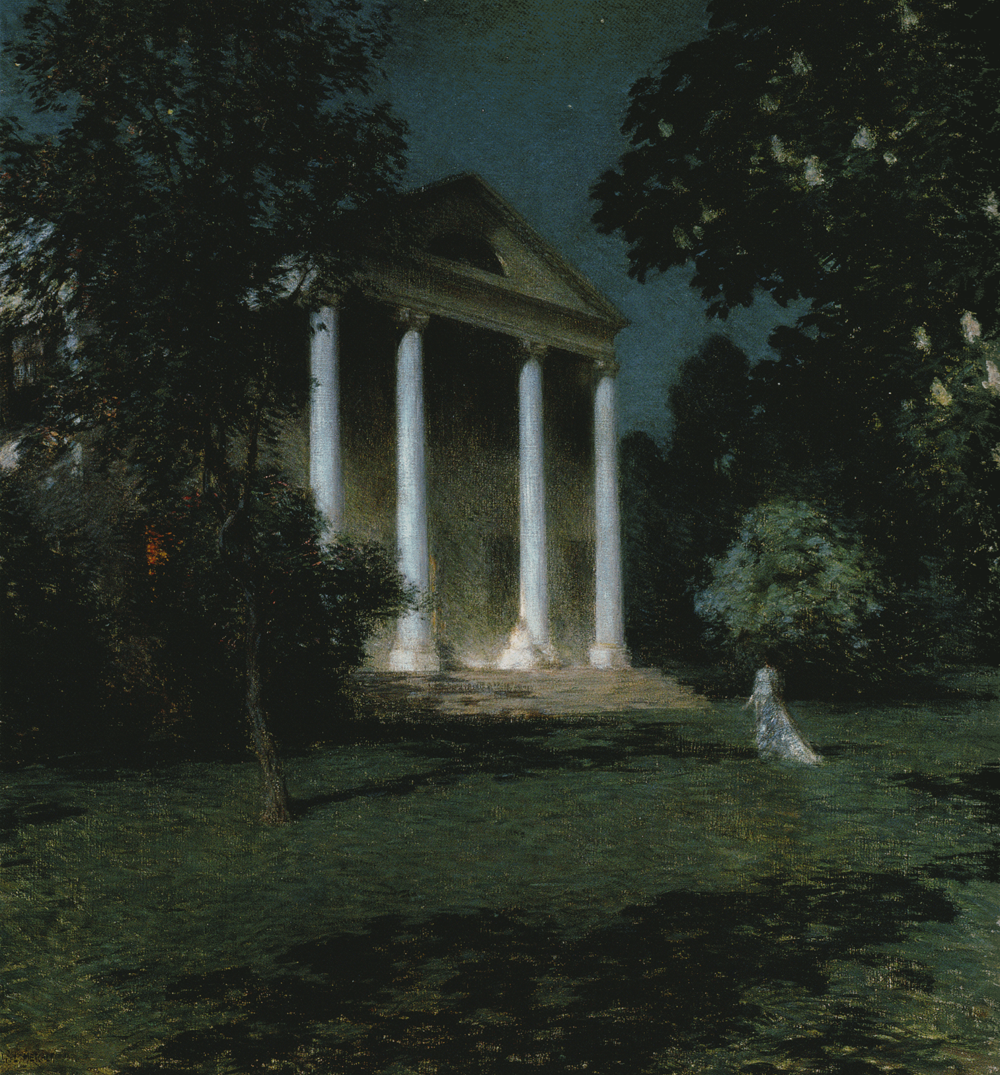
Уиллард Меткалф, Майская ночь, 1906, Художественная галерея Коркоран
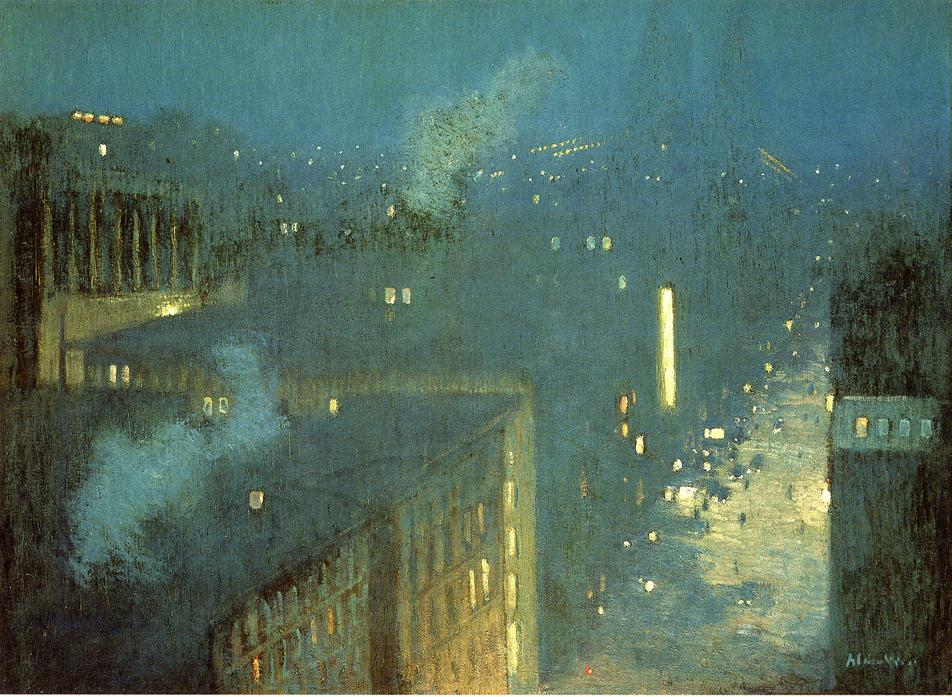
Дж. Алден Вейр, Ноктюрн Моста, известна как Ноктюрн - Мост Квинсборо, 1910, Музей и Сад скульптур Хиршхорна

### Ночные сцены в творчестве других художников

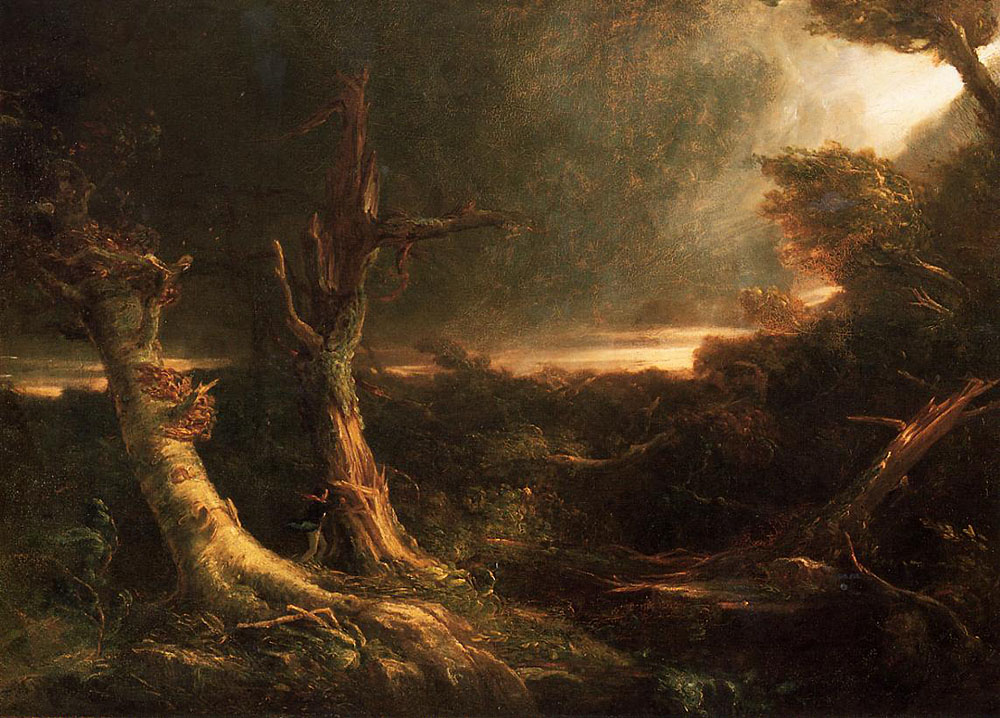
Томас Коул, Торнадо, 1835. Основатель группы пейзажистов Гудзон-Ривер, в 1825 году, которая доминировала в ландшафтном движении в Америке до 1870-х годов.

- Якоб ван Рёйсдал (1628—1682), Пейзаж с церковью (около 1660)]
- Якоб ван Рёйсдал, Пейзаж (около 1665)
- Август Леопольд Эгг (1816—1863), Прошлое и настоящее номер три (около 1853)]
- Джон Ла Фарж (1835—1920), Леди Шалот (1862)
- Эдгар Дега (1834—1917), Интерьер (так же известна как Изнасилование) (1868—1869), Филадельфийский художественный музей[23]
- Винсент Ван Гог (1853—1890), Звездная ночь над Роной (1888)